# Historia de las cajas de ahorros españolas
La historia de las cajas de ahorros españolas se remonta a sus antecesores, los Pósitos y los Montes de Piedad, alrededor de los siglos XVII y XVIII en España; los Montes de Piedad italianos son muy anteriores, del siglo XV. Se crean como instituciones de crédito sin ánimo de lucro con el propósito de fomentar el ahorro popular y mitigar las necesidades de los más pobres y garantizar un mínimo de previsión social.
En España hay antecedentes remotos con las arcas, los pósitos y montepíos, instituciones benéficas que proporcionaban préstamos con garantías prendarias en condiciones favorables. Los posteriores Montes de Piedad, que se fusionaron con las cajas de ahorros nacieron en el siglo XVIII según el modelo elaborado para el Sacro y Real Monte de piedad de las Ánimas del Purgatorio de Madrid.
La primera caja de ahorros fue la Caja de Ahorros de Jerez, constituida en 1834, en Jerez de la Frontera, al año siguiente, una real Orden estableció como objetivos de las Cajas recibir depósitos que devengarían intereses a corto plazo con miras a propagar el espíritu de economía y trabajo.
El retraso es menor en las Cajas de Ahorros como evolución a partir de los Montes de Piedad: surgieron en España en la primera mitad del siglo XIX, mientras que las primeras de Europa aparecieron en Gran Bretaña en la segunda mitad del siglo XVIII. En la segunda mitad del siglo XIX tuvo lugar en España el proceso legislativo que impulsó su creación y reguló su funcionamiento. 
En el siglo XX, comenzó el proceso de fusiones y concentraciones, que continuó en el siglo XXI. La burbuja inmobiliaria en España y la consecuente crisis inmobiliaria española de 2008-2014 provocó la fusión así como nacionalización de numerosas cajas de ahorros.
Desde marzo de 2015, solamente quedan dos cajas de ahorros (Caixa Ontinyent y Colonya, Caixa Pollença), las únicas que no se vieron afectadas por la reestructuración del sector tras la crisis financiera de 2008.
El resto de las cajas que existían antes de dicho proceso desapareció o se transformó en fundaciones de distinto tipo.

## Antecedentes internacionales: los Montes de Piedad
El origen de las cajas de ahorros está vinculado históricamente a las instituciones de tipo benéfico, especialmente a los Montes de Piedad. Estos surgieron en la Italia del siglo XV, a iniciativa de los franciscanos, quienes otorgaban préstamos prendarios sin interés para satisfacer necesidades más elementales. Inicialmente, tanto las cantidades prestadas como los gastos de administración se nutren de limosnas y donativos que los monjes lograban de algunas personas pudientes. No obstante, estos recursos pronto se manifestaron insuficientes y se hace necesario cobrar intereses, hecho que supuso críticas dentro de la Iglesia católica. Estas críticas no serían atemperadas hasta que el Quinto Concilio de Letrán en 1515 se admitió la posibilidad de establecer un moderado interés por los préstamos prendarios. El Concilio de Trento (1545-1563) proclamó el carácter benéfico de los Montes de Piedad.
En el siglo XVIII, los Montes de Piedad están patrocinados por la iniciativa real, manteniéndose la inspiración benéfico-religiosa de su funcionamiento. 
A medida que las circunstancias socioeconómicas fueron cambiando, se crearon en los propios Montes de Piedad, Cajas de Ahorro, para fomentar el ahorro entre las clases más humildes.
El concepto de Caja de Ahorros no aparecerá en Europa (concretamente en Gran Bretaña) hasta la segunda mitad del siglo XVIII, fundado en el pensamiento de Jeremy Bentham (1748-1832). Bentham considera las cajas de ahorros como un instrumento de mejora de las condiciones de vida de las clases trabajadoras, a través de la remuneración del ahorro, lo que proporcionaba un nivel de seguridad económica superior. 
A finales del siglo XVIII y principios del XIX se constata la expansión de estas instituciones en países como Alemania e Inglaterra, donde la reforma protestante supuso el rechazo al planteamiento piadoso de los Montes de Piedad. Las primeras cajas de ahorros se fundaron en Alemania durante la segunda mitad del siglo XVIII. (Brunswick, 1765 y Hamburgo, 1768)

## SigloXVIII- Antecedentes en España

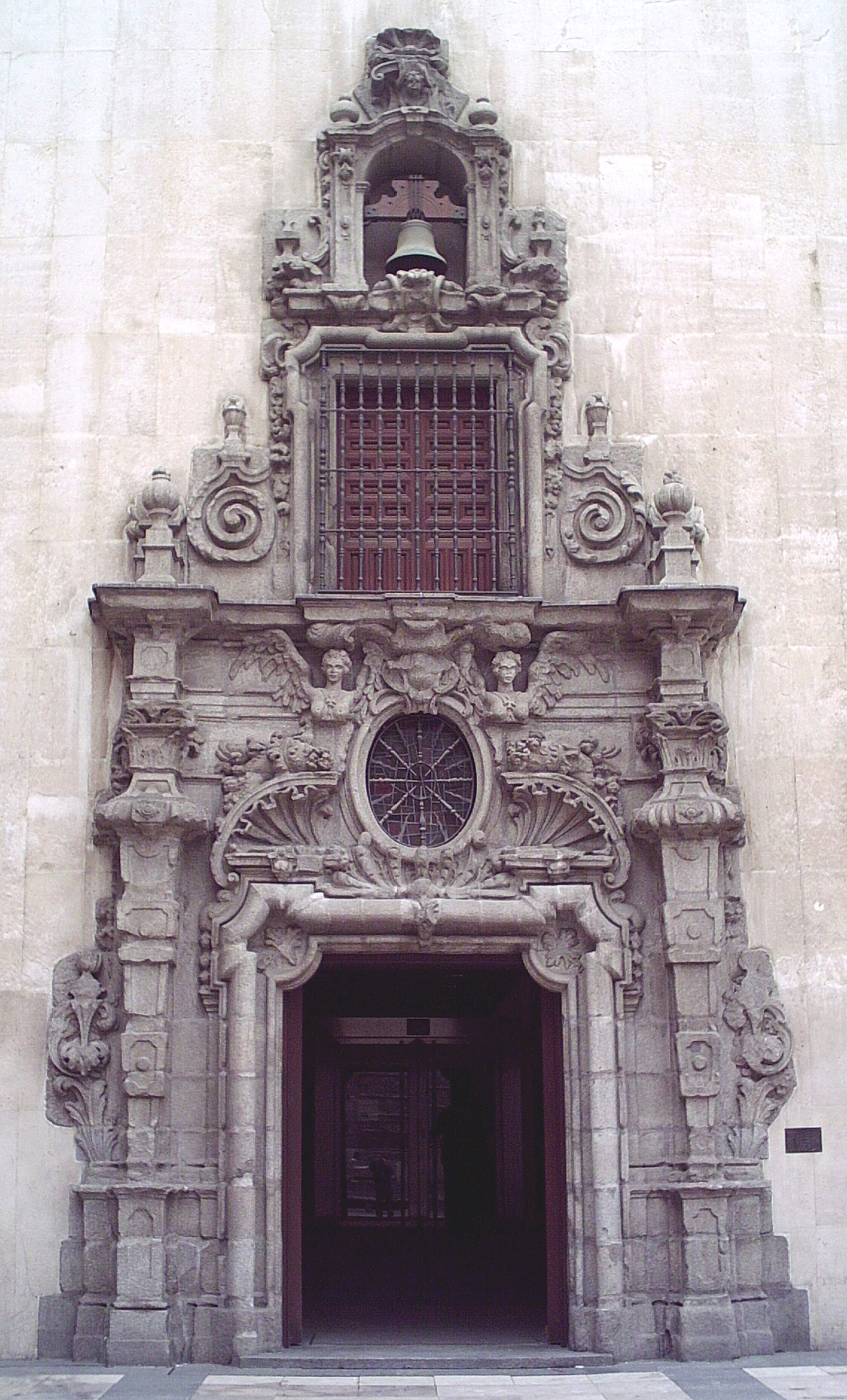
Portada de la capilla del antiguo Monte de Piedad de Madrid (P. Ribera, 1733).

Los Pósitos son los precursores de los Montes de Piedad. Aparecen durante el Antiguo Régimen, teniendo lugar su impulso durante los siglos XVII y XVIII. Su principal cometido era hacer acopio de grano (principalmente de trigo y centeno) para prestárselos a los labradores, en épocas de escasez, con réditos moderados. por ejemplo, en la provincia de Segovia, según la Reseña Geográfica y Estadística de España de 1888, en 1885 había 76 edificios pertenecientes a pósitos, cuyo capital ascendía 257.976,35 pesetas. Fueron desapareciendo a medida que otras instituciones cubrieron dichas necesidades.
Se dice que el primer establecimiento implantado en España fue el Monte de Piedad de Madrid, iniciado por el Capellán del Convento de las Descalzas Reales de Madrid, Francisco de Piquer y Rodilla, en 1702, cuyas oficinas se abrieron el 1 de mayo de 1724, aunque realmente el primero fue el Monte de Piedad de Dueñas, fundado hacia 1550 en Dueñas (Palencia) por Fadrique de Acuña, conde de Buendía. El Monte de Piedad de San Francisco fue establecido en la villa de Cuéllar (Segovia) el 24 de abril de 1636 por Agustín Daza, secretario de Felipe IV de España. El 1 de enero de 1750, se funda el "Monte de Piedad Nuestra Señora de la Esperanza". 

## SigloXIX
Posteriormente, la idea de promover Cajas de Ahorros comienzan en el trienio liberal (1820-1823), y especialmente con la vuelta de los ilustrados exiliados después de la muerte de Fernando VII en 1833. Aparecen en el marco de una sociedad muy castigada por la Guerra de la Independencia, con el fin de luchar contra la usura que sufrían los pequeños agricultores en los momentos de malas cosechas. En ocasiones fueron creadas por miembros de organizaciones católicas. En otras, son las sociedades de Amigos del País las que asumen la promoción de las cajas de ahorros; en Madrid se funda una Caja de Ahorros (Caja Madrid) en 1838, poco después de que en 1834 un concurso de la Sociedad Económica Matritense de Amigos del País premiara una memoria sobre el establecimiento y fundación de una Caja de Ahorros.
En conclusión, las cajas de ahorros españolas nacen con cierto retraso respecto a otros países, y casi siempre ligadas a los Montes de Piedad anteriores o creadas al mismo tiempo. Sus principales objetivos eran conducir el ahorro popular hacia la inversión y realizar una labor social en sus respectivos ámbitos territoriales.

### Las primeras cajas de ahorros

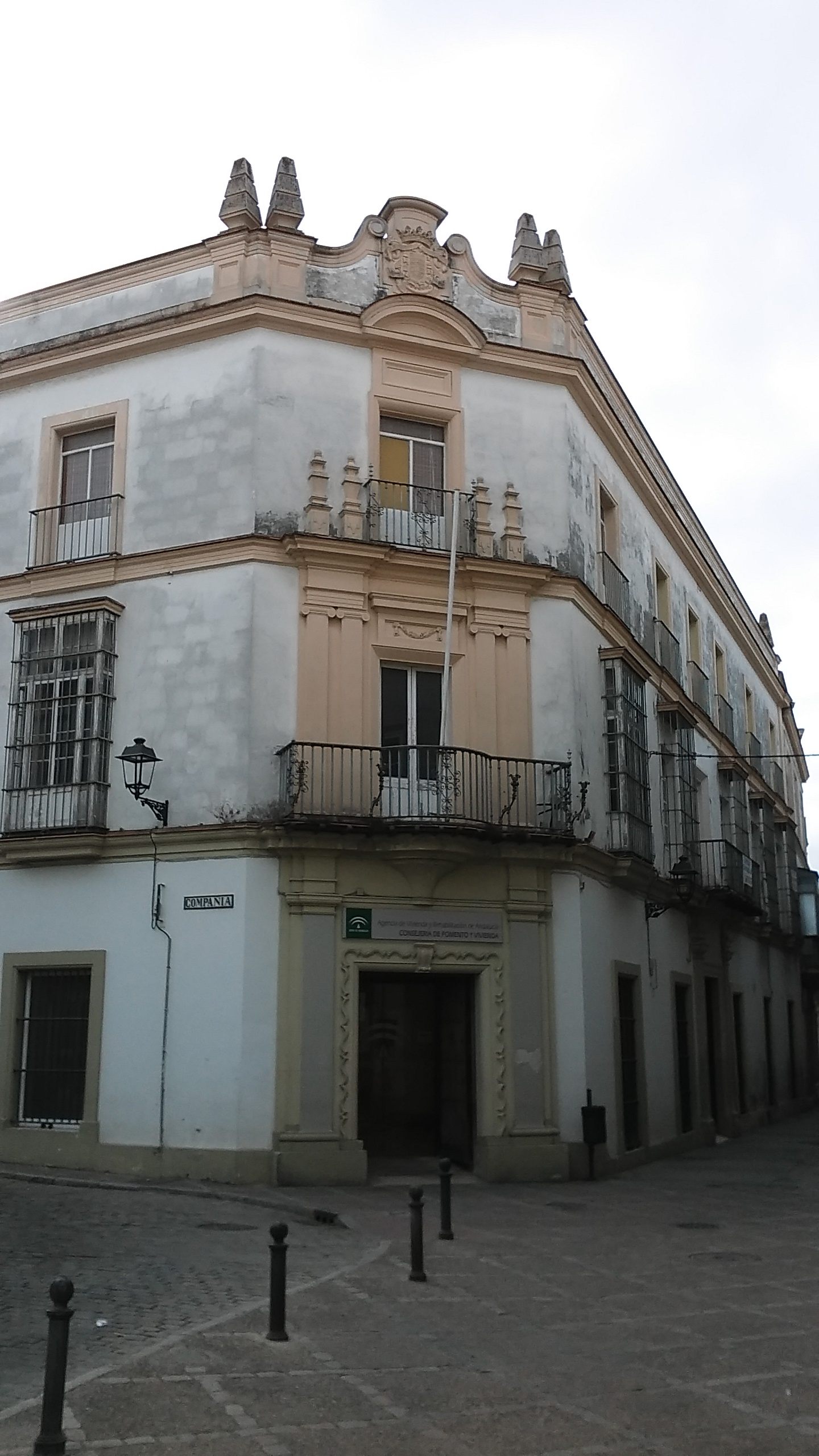
Primera sede de la Caja de Ahorros de Jerez (primera de España)

La caja de ahorros más antigua fue la Caja de Ahorros de Jerez, fundada el 24 de febrero de 1834 en Jerez de la Frontera por el Conde de Villacreces, según se menciona en la Real Orden de 3 de abril de 1835. Desapareció al poco tiempo y tuvo que volverse a crear por Real Orden de 19 de noviembre de 1859. 
El 1 de febrero de 1835 abría sus puertas al público la Caja de Ahorros y Previsión de Madrid, gracias al empuje de ilustres personalidades como el Marqués de Pontejos, Ramón Mesonero Romanos y Francisco Acebal Arratia, siendo, desde el punto de vista jurídico, la primera Caja de Ahorros, aprobada por Real Decreto de 25 de octubre de 1838.

### La Real Orden de 3 de abril de 1835
El 3 de abril de 1835, el ministro del Interior Diego Medrano y Treviño firma la Real Orden, por orden de la Reina regente María Cristina de Borbón, por la que se insta a los gobernadores civiles a que impulsen en sus respectivas provincias la creación de cajas de ahorros, implicando en esta tarea a las personas "pudientes" y con "espíritu filantrópico" o disponiendo de los medios públicos que fueran necesarios al efecto.
Tras la creación oficial de la Caja de Ahorros de Madrid el 25 de octubre de 1838 aparecen las de Granada (1839), Santander (1839), Sagunto (1841), Valladolid (1841), Sevilla (1842), La Coruña (1842), Barcelona (1839-1844), Valencia (1851), Sabadell (1859). En estos casos las Cajas de Ahorros quedan vinculadas a los Montes de Piedad, sean de creación anterior o de creación simultánea. La razón de esta vinculación estriba en la falta de confianza en el crédito oficial que en otros países europeos era el destino principal de las inversiones hechas con los fondos de las cajas de ahorros.

### El Real Decreto de 29 de junio de 1853
Constituye el segundo gran impulso en la creación de cajas de ahorros. Este decreto representa la primera legislación en materia de cajas de ahorros, siendo una normativa de carácter reformista y de una rigidez excesiva. Pretendía una regulación completa del funcionamiento y carácter de las cajas, obligándolas a la adaptación de sus estatutos al modelo de la caja madrileña. El decreto confiaba el protectorado de las cajas de ahorros al Ministerio de la Gobernación y obligaba a su creación en todas las capitales de provincia, a iniciativa del gobernador civil.
En la práctica la disposición más importante del Real Decreto está en su artículo 4.º, que obligaba a depositar en la Caja General de Depósitos y Consignaciones el capital no invertido en los Montes de Piedad. Esta Caja General era un organismo estatal que tenía la función de invertir en títulos de déficit consolidado. Así, por primera vez aparece la vinculación de las cajas de ahorros a la financiación del déficit público, vinculación que provocó la protesta de las juntas rectoras de las cajas de ahorros por desconfianza en la solvencia financiera del Estado, desconfianza que se manifestó en la importante baja de las imposiciones en los años 1853 a 1855.
El Real Decreto del año 1853 no fue aplicado al pie de la letra. Ni fueron creadas cajas en todas las capitales de provincia, ni fueron respetadas las normas de las inversiones a la Caja General de Depósitos y Consignaciones. Hasta el año 1880, fecha de la nueva regulación de las Cajas de Ahorro, se crearon en 1856 el Monte de Piedad de Vitoria, en 1859 el de Jerez de la Frontera, en 1863 el de Málaga y en 1864 el de Córdoba. Ya en la década de los setenta se fundaron el Monte de Piedad de Alcoy (1875), Zaragoza (1876), Alicante (1877), Segovia (1877), Valencia (1878), Ávila (1878), San Sebastián (1879) y Orihuela (1879).
La crisis financiera que afectó parcialmente al déficit público a partir del año 1865 demostró la desconfianza en el mecanismo de la Caja General y provocó dificultades a las cajas de ahorro, incluso la fallida de la Caja de Valencia.

### La ley del 29 de junio del año 1880
La siguiente disposición importante en relación con las cajas de ahorros se produce en el año 1880, durante el periodo de la restauración borbónica. Esta Ley tiene un carácter totalmente opuesto a la anterior de 1853: anula los aspectos uniformes y respeta la realidad diversa en la gestión y promoción de las cajas de ahorros.
En este sentido, la aprobación de los reglamentos y estatutos de las cajas no está sujeta a su homologación, ni a un modelo determinado. Esta ley remarca el carácter benéfico de las cajas, pero sin someterlas al régimen uniforme de las instituciones de carácter municipal, reconociendo el origen privado de muchas de las cajas en funcionamiento.
Esta nueva ley provocó una importante creación de nuevas cajas de ahorros, entre las que cabe señalar la Caja de Ahorros y Monte de Piedad Municipal de Vigo (1880) Galicia y también, solo en Cataluña, la Caja de Ahorros y Monte de Piedad de Lérida (1880), Caja de Ahorros de Palafrugell (1880), Caja de Ahorros y Monte de Piedad de Figueras (1884) y Caja de Ahorros de Manlleu (1896). En conjunto, no solo se produjo un incremento del número de entidades (que pasó de 12 a 49), sino también un importante crecimiento de recursos.

## SigloXX
La evolución posterior de las cajas está ligada a la transformación del concepto de beneficencia y la progresiva sustitución de éste por el concepto de seguro social. El Instituto Nacional de Previsión se crea en el año 1908 y el sistema de seguros sociales cubre solamente una pequeña parte de las necesidades de los asalariados, fundamentalmente las pensiones para la vejez.
Durante la dictadura de Primo de Rivera se consolidó la red de cajas de ahorros y se protegía el sector financiero y bancario, tanto público como privado, lo que permitió más favoritismos.
Tras la supresión en 1971 del Instituto de Crédito de las Cajas de Ahorro se traspasan sus funciones al Banco de España, organismo que asume la dirección, el control y la inspección de las Cajas de Ahorros españolas.
- Corresponde al Banco de España en su función de alta dirección la regulación de la inversión de fondos de ahorro, de beneficios, de rendición de balances y cuentas de resultados, constitución y materialización de reservas y apertura de oficinas;  así como de informar los expedientes sobre creación, fusión o liquidación;

- Corresponde al Banco de España la función coordinadora de todas las operaciones propias de su naturaleza de Banco de Bancos, de modo análogo que con los Bancos privados.

- Corresponde al Banco de España disponer inspecciones periódicas a las Cajas para comprobar los balances, estructura de cuentas, intereses que se apliquen y también su funcionamiento y operaciones, así como recabar cuantos datos y documentos estime oportunos para el conocimiento de su situación.

Para completar su labor prestará su apoyo para solventar cualquier dificultad económica de carácter transitorio y además favorecerá su concurso a la obra social del Gobierno.
Desde entonces hasta nuestros días el número de cajas ha ido en aumento, manteniéndose, más o menos, ceñidas al objetivo por el cual nacieron, que es dar un servicio a toda la sociedad. Las cajas de ahorros se han ido convirtiendo en auténticas instituciones financieras, ofreciendo a sus clientes una completa gama de servicios, compitiendo con el resto de entidades bancarias, hasta alcanzar más de un 50% de cuota de mercado.
A lo largo del siglo XX se ha producido un intenso proceso de concentración de las cajas más pequeñas con el fin de ganar competitividad. Generalmente esta concentración se ha dado entre cajas de la misma provincia o de la misma comunidad autónoma aunque hay excepciones. Vale como ejemplo el caso de Galicia donde en el norte se fusionan en una sola las Cajas de: Coruña y Lugo, Ferrol y Santiago de Compostela, que pasó a denominarse Caixa Galicia, y en el sur tres Cajas: las de Vigo, Orense y Pontevedra, como Caixanova.
En realidad la transformación más fundamental en estas entidades se produce en su "modus operandi", ya que, en general, terminan perdiendo su carácter social de entidades sin ánimo de lucro, al servicio del desarrollo económico del entorno en que están radicadas, pasando a imitar los procedimientos y actitudes de la banca privada.
Sus órganos de gobierno (Consejo de Administración y Comisión de Control) pierden su carácter democrático y representativo, en un proceso de marcada tolerancia por parte del Banco de España, entidad destinada a ejercer su control y tutela, lo que supone, además de perder su propia identidad social, incurrir en situaciones de riesgo financiero e irregularidades de toda índole, provocando situaciones que vienen a justificar todo un proceso de fusiones, con lo que se facilita su privatización y entrega a los operadores financieros privados, en su objetivo de controlar al cien por cien el mercado financiero (objetivo que se inició con la absorción de la banca pública).
En 1985 se dictó la Ley de Regulación de las Normas Básicas sobre Órganos Rectores de las Cajas de Ahorros (LORCA).

## SigloXXI
La crisis financiera de 2008 que desató la crisis económica de 2008-2014, la gestión por parte de políticos y sindicalistas y la posterior crisis de la deuda soberana europea junto con las especificidades españolas de la crisis económica (crisis inmobiliaria española 2008-2014 y burbuja inmobiliaria en España) han obligado a un proceso forzado de concentración de cajas, inmersas de manera directa en la crisis inmobiliaria. Así, en 2010, momento en el que existían 45 cajas de ahorros, se inició un proceso de concentración y reestructuración del sector. Si se tienen en cuenta las agrupaciones de cajas sin perder su personalidad jurídica, las 45 cajas pasaron a formar 15 grupos de entidades en un solo año, 2010. En los años posteriores, se producen diversas fusiones y absorciones que hace que el número de cajas siga disminuyendo. Además de las fusiones forzadas, el Banco de España ha intervenido varias cajas en un proceso de nacionalización, auditoría, capitalización y posterior subasta pública.
En 2010, se promulgó el Real Decreto de órganos de gobierno y otros aspectos del régimen jurídico de las Cajas de Ahorros, que causó rechazo sindical. En él, se diseñó un nuevo modelo organizativo de las cajas de ahorros basado en una doble alternativa: el ejercicio indirecto de la actividad financiera de la caja a través de una entidad bancaria o la transformación de la misma en una fundación de carácter especial traspasando su negocio a otra entidad de crédito.
En enero de 2011, los analistas de Merrill Lynch cifraban en 42.800 millones las necesidades de capital para resistir una situación de tensión como la crisis inmobiliaria española de 2008. Consideraban una caída del 40% en el precio de las casas acabadas, del 60% en las que están en construcción y de un 75% para el precio del suelo, por encima del 28%, del 50% y del 61% incluidos en las pruebas del Banco de España y el Comité de Supervisores Bancarios Europeos. No obstante, el Ministerio de Economía cifraba la necesidad de recapitalización del sector en no más de 20.000 millones de euros.
El vicepresidente del Gobierno, Alfredo Pérez Rubalcaba, confirmó que el Gobierno estaba trabajando en un plan para acelerar la reestructuración del sistema financiero, y "particularmente las cajas". El objetivo no era otro que acelerar la conversión de todas las cajas en bancos y buscar sistemas de capitalización.
En su presentación ante los mercados, el Fondo de Reestructuración Ordenada Bancaria (FROB) usó como reclamo para captar inversores las posibles "nuevas reformas legales", que abrirían la vía a la nacionalización parcial y temporal de las entidades de ahorro. Hubo una segunda ronda de recapitalizaciones ante las tensiones en los mercados financieros, cerrados a cal y canto para las cajas. El Gobierno creía que el riesgo de España era tan elevado por la mala situación de las cajas, mientras que las cajas opinaban que se debe a la deuda pública y a la ausencia de reformas.
El 9 de junio de 2012, el ministro de Economía, Luis de Guindos confirmó que España había solicitado "ayuda financiera" (evitando utilizar la palabra rescate) a Europa para el sistema bancario español. Se trataba de "un préstamo en condiciones muy favorables" que se iba a inyectar en las entidades financieras a través del Fondo de Reestructuración Ordenada Bancaria (FROB), el cual actuaría como "agente intermediario del Gobierno y sería el receptor final de los fondos". Asimismo, subrayó que las condiciones de esta ayuda financiera "se le impondrían a la banca, no a la sociedad española". La cifra ofrecida por el Eurogrupo fue 100.000 millones de euros como límite.
El 20 de julio de 2012, se firmó el Memorando de Entendimiento (MoU, por las siglas en inglés de Memorandum of Understanding), documento que reflejaba las condiciones del acuerdo entre España y sus socios europeos para el rescate de la banca española.
El 28 de septiembre de 2012, el informe de la consultora Oliver Wyman reveló unas necesidades de capital en la banca española de 53.745 millones de euros. Esto supuso el pistoletazo de salida para un nuevo, proceso de reestructuración del sector, acompañado por los fondos aportados por Bruselas de hasta 100.000 millones de euros.
No obstante, el secretario de Estado de Economía, Fernando Jiménez Latorre, dijo que solo se necesitaría pedir dos tercios del déficit de capital detectado, unos 40.000 millones de euros, dado que el resto se cubriría con venta de activos y colocaciones de los bancos en los mercados.
El informe apuntaba a que en un escenario de fuerte deterioro económico -una caída del PIB del 6,1% en dos años- siete entidades tendrían un excedente de capital: CaixaBank (incluyendo Banca Cívica), Kutxabank, Unicaja Banco (incluyendo Banco CEISS) y casi todos los bancos que no han surgido de cajas (Banco Santander, BBVA, Banco Sabadell (con la CAM) y Bankinter).
Otras siete entidades sufrían un déficit de capital, entre ellas las cuatro nacionalizadas: tres que sí que surgieron de cajas (BFA-Bankia (24.743 millones), Catalunya Banc (10.825 millones), NCG Banco (7.176 millones)) y Banco de Valencia (que no surgió de ninguna caja) (3.462 millones). Las otras tres entidades que necesitaban capital eran Banco Popular (que no surgió de ninguna caja) (3.223 millones), Banco Mare Nostrum (BMN) (2.208 millones) y el grupo formado por Ibercaja Banco, Caja3 y Liberbank (cuya fusión finalmente no se llevó a cabo) (2.108 millones), las cuales tendrían que captar recursos del mercado, o de lo contrario sufrirían el estigma de recibir ayudas públicas.
Las entidades que recibieran ayudas estarían obligadas a traspasar sus activos tóxicos al "banco malo", a un precio cercano al de mercado. Las cuatro entidades nacionalizadas se venderían, una vez recapitalizadas, en una subasta competitiva.
El 11 de diciembre de 2012, el Mecanismo Europeo de Estabilidad (MEDE) o fondo de rescate permanente de la eurozona transfirió a España títulos por valor de 39.468 millones de euros para financiar el rescate a los cuatro bancos españoles nacionalizados y la inyección al "banco malo".
El Fondo de Reestructuración Ordenada Bancaria (FROB) utilizó 36.968 millones de euros para recapitalizar los cuatro bancos nacionalizados: BFA-Bankia (17.960 millones), Catalunya Banc (9.084 millones), NCG Banco (5.425 millones) y Banco de Valencia (4.500 millones), y 2.500 millones para capitalizar la Sociedad de gestión de Activos procedentes de la Reestructuración Bancaria (Sareb), conocido como el "banco malo".
A cambio de estas ayudas, la Comisión Europea obligó a esos bancos a acometer hasta 2017 reestructuraciones "muy importantes y muy exigentes", que -con excepción de Banco de Valencia- les obligaba a reducir su balance en más del 60% en los próximos cinco años. La red de sucursales se reduciría a la mitad en los próximos cinco años en comparación con 2010. Centrarían su modelo empresarial en préstamos al por menor y a las pymes, es decir a la banca minorista y en las regiones en las que estaban presentes históricamente, y abandonarían las líneas de crédito a promociones inmobiliarias y otras actividades de riesgo.
Catalunya Banc y NCG Banco debían ser vendidos antes de 2017 y en caso de no encontrarse comprador, deberían liquidarse. Banco de Valencia debía dejar de existir como entidad independiente e integrarse en CaixaBank, una solución "más barata" que su liquidación.
El 20 de diciembre de 2012, se produjo el visto bueno de Bruselas a los programas de los bancos no nacionalizados pero que necesitaban ayuda pública (Banco Mare Nostrum (BMN), Liberbank, Caja3 y Banco CEISS).
El 5 de febrero de 2013, el Mecanismo Europeo de Estabilidad (MEDE) desembolsó el segundo tramo de 1.865 millones de euros del rescate bancario (que, junto a los 39.468 millones del primer tramo, hicieron un total de 41.333 millones). Banco Mare Nostrum (BMN) recibió 730 millones del fondo de ayuda. Banco CEISS, 604 millones. Caja3 recibió 407 millones mediante convertibles contingentes ('cocos') y, finalmente, Liberbank 124 millones, también mediante 'cocos'.
Las necesidades de capitalización de estas entidades eran de 6.250 millones según el test de Oliver Wyman. La diferencia con las ayudas recibidas se debió a las pérdidas que asumieron los tenedores de híbridos (participaciones preferentes y deuda subordinada), unos 2.000 millones, a la venta de activos por valor de unos 1000 millones y a la transferencia de activos al "banco malo", por un importe similar.
Las medidas de reestructuración para estos bancos implicaban una reducción de tamaño desde el 25 % al 40 %. En 2017, con relación al balance de 2010, la reducción debería ser superior al 40 % en el caso de Banco Mare Nostrum (BMN), en torno al 30 % en el caso de Banco CEISS, y cerca del 25 % en el de Liberbank. Caja3 se integraría completamente en Ibercaja Banco. Deberían orientar su modelo empresarial para centrarlo en el negocio minorista y la concesión de préstamos a las pymes en las regiones en las que habían operado tradicionalmente. Dejarían de prestar dinero a proyectos inmobiliarios, o mantendrían una actividad marginal en este ámbito, y limitarían su presencia en el negocio de banca mayorista.
España se comprometió a vender Banco CEISS y a que Liberbank y Banco Mare Nostrum (BMN) cotizaran en bolsa antes de que finalizara el período de reestructuración. Caja3 dejaría de existir como entidad independiente.
Banco Popular e Ibercaja Banco pudieron recapitalizarse por sí mismos.
El 28 de diciembre de 2013, se publicó en el BOE la Ley de Cajas de Ahorros y Fundaciones Bancarias (Ley 26/2013, de 27 de diciembre). Entró en vigor un día después de su publicación, es decir, el día 29.
El 31 de diciembre de 2013, el Mecanismo Europeo de Estabilidad (MEDE) dio por concluido su programa de asistencia financiera a la banca española y destacó el "éxito" de la ayuda para recapitalizar el sector.
El 23 de enero de 2014, se cerró formalmente el rescate de la banca española, aunque España seguirá bajo la vigilancia del fondo de rescate europeo (el Mecanismo Europeo de Estabilidad (MEDE)) hasta que haya devuelto la totalidad del préstamo. El memorando de entendimiento se dio así por concluido, después de que la troika confirmara el cumplimiento de todas las condiciones impuestas al sector financiero español.
El 3 de octubre de 2015, se publicó en el BOE el Real Decreto 877/2015, de 2 de octubre, de desarrollo de la Ley 26/2013, de 27 de diciembre, de cajas de ahorros y fundaciones bancarias, por el que se regula el fondo de reserva que deben constituir determinadas fundaciones bancarias.
El 20 de noviembre de 2015, se publicó en el BOE la Circular 6/2015, de 17 de noviembre, del Banco de España. Dicha circular desarrollaba el Real Decreto 877/2015.
El 22 de febrero de 2017, el Congreso de los Diputados aprobó por unanimidad la creación de una comisión de investigación sobre las cajas de ahorros y el rescate financiero para así analizar el origen de la crisis financiera desde el año 2000.
El 27 de mayo de 2017, se publicó en el BOE el Real Decreto 536/2017, de 26 de mayo, por el que se modifica el artículo 6 del Real Decreto 877/2015, de 2 de octubre, de desarrollo de la Ley 26/2013, de 27 de diciembre, de cajas de ahorro y fundaciones bancarias. A través del nuevo decreto, se amplió el plazo para constituir el fondo de reserva que se especificaba en el Real Decreto 877/2015.
El 29 de noviembre de 2018, como resultado de la mencionada comisión de investigación, el Congreso aprobó un informe en el que se exculpaba a los partidos políticos de la caída de las cajas de ahorros. En él, se pidió reformar a los supervisores y se culpó al Banco de España. Dicho informe lo apoyaron todos los partidos políticos a excepción de Ciudadanos, que votó en contra, y de Unidos Podemos y Compromís, que se abstuvieron.

### Reestructuración desde 2010
En 2010, momento en el que existían 45 cajas de ahorros, se inició un proceso de concentración y reestructuración del sector. Desde marzo de 2015, solamente quedan dos cajas de ahorros (Caixa Ontinyent y Colonya, Caixa Pollença), las únicas que no se vieron afectadas por la reestructuración del sector tras la crisis financiera de 2008.
El resto de las cajas que existían antes de dicho proceso desapareció o se transformó en fundaciones de distinto tipo.
Por otra parte, desde julio de 2021, quedan 6 entidades bancarias (ABANCA, CaixaBank, CajaSur Banco, Ibercaja, Kutxabank y Unicaja Banco) de todas las que surgieron tras el traspaso de la actividad financiera por parte de las cajas de ahorros a entidades bancarias creadas para tal efecto. Solamente Caixa Ontinyent y Caixa Pollença no realizaron dicho traspaso.

#### Nacionalizaciones desde 2009
- El 28 de marzo de 2009, el Banco de España interviene Caja Castilla-La Mancha (CCM).[27][28]
- El 22 de mayo de 2010, el Banco de España interviene CajaSur y nombra como administrador provisional al FROB.[29]
- El 22 de julio de 2011, el Banco de España interviene Caja Mediterráneo (CAM)/Banco CAM y pasa a ser administrada por el FROB.[30]
- El 30 de septiembre de 2011, Bruselas autoriza la nacionalización por el Banco de España de NovaCaixaGalicia/NCG Banco, CatalunyaCaixa/Catalunya Banc y Unnim Caixa/Unnim Banc de manera que el FROB se hace con la mayor parte del capital.[31]
- El 9 de mayo de 2012, el Estado nacionaliza el SIP Banco Financiero y de Ahorros (BFA) por lo que se hace con el control mayoritario de Bankia.[32]
- El 12 de marzo de 2013, el FROB se hace con el control mayoritario del SIP Banco Mare Nostrum (BMN).[33]

#### Fusiones
- Unnim Caixa: La fusión de Caixa Manlleu, Caixa Sabadell y Caixa Terrassa, el 29 de junio de 2010.
- CatalunyaCaixa: La fusión de Caixa Catalunya, Caixa Tarragona y Caixa Manresa, el 30 de junio de 2010.
- Caja España-Duero: La fusión de Caja España y Caja Duero, el 1 de octubre de 2010.
- NovaCaixaGalicia: La fusión de Caixa Galicia y Caixanova, el día 29 de noviembre de 2010.

#### SIPs
- Banca Cívica: Caja Navarra (can), Cajasol+Caja de Guadalajara, CajaCanarias y Caja de Burgos, el 9 de junio de 2010.
- Banco Financiero y de Ahorros (BFA): Caja Madrid, Bancaja, La Caja de Canarias, Caja de Ávila, Caixa Laietana, Caja Segovia y Caja Rioja, el 3 de diciembre de 2010.
- Banco Mare Nostrum (BMN): Caja Murcia, Caixa Penedès, Caja Granada y Sa Nostra, el 22 de diciembre de 2010.
- Caja3: Caja Inmaculada (CAI), Caja Círculo y Caja de Badajoz, el 22 de diciembre de 2010.
- Liberbank: Cajastur+Caja Castilla-La Mancha, Caja de Extremadura y Caja Cantabria, el 23 de mayo de 2011.
- Kutxabank: BBK+CajaSur, Kutxa y Caja Vital, el 22 de diciembre de 2011.

#### Adquisiciones
- Caja de Jaén: Adquirida por Unicaja el 11 de mayo de 2010.
- Caja Castilla-La Mancha: Adquirido el negocio financiero por Cajastur (a través de Banco Liberta) el 21 de septiembre de 2010, tras su adjudicación el 3 de noviembre de 2009.
- Caja de Guadalajara: Adquirida por Cajasol el 5 de octubre de 2010.
- Caixa Girona: Adquirida por La Caixa el 3 de noviembre de 2010.
- CajaSur: Adquirido el negocio financiero por BBK (a través de BBK Bank CajaSur) el 29 de diciembre de 2010, tras su adjudicación el 16 de julio de 2010.
- Banco CAM: Entidad financiera heredera de Caja Mediterráneo (CAM). Adquirido por Banco Sabadell el 1 de julio de 2012, tras su adjudicación el 7 de diciembre de 2011.
- Unnim Banc: Entidad financiera heredera de Unnim Caixa. Adquirido por BBVA el 27 de julio de 2012, tras su adjudicación el 7 de marzo de 2012.
- Banca Cívica: SIP adquirido por CaixaBank el 3 de agosto de 2012.
- Caja3: SIP adquirido por Ibercaja Banco el 25 de julio de 2013.
- Banco CEISS: Entidad financiera heredera de Caja España-Duero. Adquirido por Unicaja Banco el 28 de marzo de 2014.
- NCG Banco: Entidad financiera heredera de NovaCaixaGalicia. Adquirido por Banco Etcheverría el 25 de junio de 2014, tras su adjudicación el 18 de diciembre de 2013.
- Catalunya Banc: Entidad financiera heredera de CatalunyaCaixa. Adquirido por BBVA el 24 de abril de 2015, tras su adjudicación el 21 de julio de 2014.
- Banco Mare Nostrum (BMN): SIP adquirido por Bankia el 8 de enero de 2018.
- Banco Caixa Geral: Banco adquirido por ABANCA el 13 de marzo de 2020.
- Bankia: Banco adquirido por CaixaBank el 26 de marzo de 2021.
- Liberbank: SIP adquirido por Unicaja Banco el 30 de julio de 2021.